# پیتر گتین
پیتر کِنِث گِتین (انگلیسی: Peter Kenneth Gethin؛ زادهٔ ۲۱ فوریهٔ ۱۹۴۰ در یوال، ساری، درگذشتهٔ ۵ دسامبر ۲۰۱۱ در اولد هنلی، هیزلمیر، ساری) رانندهٔ مسابقات اتومبیل‌رانی اهل بریتانیا بود که از فصل ۱۹۷۰ تا ۱۹۷۴ در مجموع در ۳۱ گراند پری از مسابقات جهانی فرمول یک شرکت کرد.
گتین در طول دوران فعالیت خود در فرمول یک، یک بار بر روی سکو رفت، یک بار به پیروزی دست یافت و ۱۱ امتیاز را به نام خود به‌ثبت رساند.
گتین در ۵ دسامبر ۲۰۱۱ پس از تحمل یک دورهٔ طولانی ابتلا به بیماری، در اولد هنلی، هیزلمیر، ساری درگذشت.